# یونچو آرسوف
یونچو آرسوف (بلغاری: Йончо Арсов؛ 1929 – ۹ نوامبر ۲۰۱۱) بازیکن فوتبال اهل بلغارستان بود.
از باشگاه‌هایی که در آن بازی کرده است می‌توان به باشگاه فوتبال لفسکی صوفیه اشاره کرد.
وی همچنین در تیم ملی فوتبال بلغارستان بازی کرده است.